# Jost
Jost je mužské křestní jméno. Pochází z keltského jména Josse. Latinizovaná forma bretonského jména Judoc znamenající pán či bojovník. Zkrácená verze Joss se užívá také jako příjmení. V minulosti se toto jméno užívalo vzácně. Od 14. století se z něho stalo také ženské jméno, které bylo vytvořené ze středoanglického joise, „radovat se“. Užívá se také ženská zdrobnělina Jocelyn.
Českou variantou je Jošt.

## Známí nositelé a nositelky

### rodné (křestní) jméno
- Jost Vacano, německý kameraman
- Joyce Ballantyne, americká malířka
- Joyce Brabner, spisovatelka politického komiksu
- Joyce Cary, irský romanopisec
- Joyce Dyer, americká vědkyně a spisovatelka
- Joyce Hall, americká obchodnice
- Joyce Jillson, americká astroložka, herečka a spisovatelka
- Joyce Kilmer, americká básnířka
- Joyce Ladner, americká socioložka a spisovatelka
- Joyce Lambert, botanička
- Joyce Lussu, italská spisovatelka, překladatelka a partyzánka
- Joyce Marcus, americká archeoložka
- Joyce Nicholson, australská obchodnice a spisovatelka
- Joyce K. Reynolds, profesorka výpočetní techniky
- Joyce Ann Tyldesely, britská archeoložka
- Joyce Carol Thomas, afroamerická dramatička, ilustrátorka a spisovatelka
- Joyce Carol Oatesová, americká spisovatelka
- Joyce Van Patten, americká herečka
- Joyce Winifred Vickery, australská botanička

### příjmení
- James Joyce, britský spisovatel

varianta Joss – více nositelů, viz rozcestník

### počeštěné
- Jošt Moravský
- Jošt I. z Rožmberka
- Jošt II. z Rožmberka
- Jošt III. z Rožmberka
- svatý Jošt